# 布达佩斯第十六区

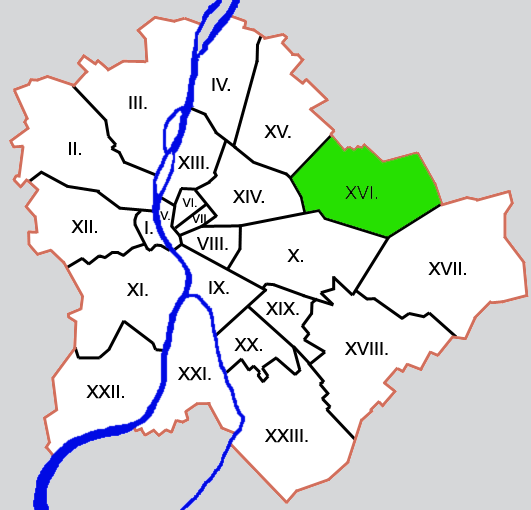
所在位置

区徽

布达佩斯第十六区，是匈牙利首都布达佩斯的一个区，总面积33.51平方公里，总人口74 499，人口密度2 193人/平方公里（2019年1月1日）。